# Горячево (Владимирская область)
Горячево — деревня в Судогодском районе Владимирской области России, входит в состав Мошокского сельского поселения.

## География
Деревня расположена в 7 км на юго-восток от центра поселения села Мошок и 39 км на юго-восток от Судогды.

## История
Впервые деревня упоминается в окладных книгах Рязанской епархии за 1676 год в составе Мошенского прихода, в ней тогда было 30 дворов крестьянских.
В конце XIX — начале XX века деревня входила в состав Мошенской волости Судогодского уезда, с 1926 года — в составе Владимирского уезда. В 1859 году в деревне числилось 18 дворов, в 1905 году — 32 дворов, в 1926 году — 42 дворов.
С 1929 года деревня входила в состав Колычевского сельсовета Судогодского района, с 1940 года — в составе Мошокского сельсовета, с 2005 года — в составе Мошокского сельского поселения.

## Население
| 1859 | 1905 | 1926 | 2002 |
| ---- | ---- | ---- | ---- |
| 153  | 172  | 181  | 40   |

| 1859 | 1905 | 1926 | 2002 | 2010 | 2021 |
| ---- | ---- | ---- | ---- | ---- | ---- |
| 153  | ↗172 | ↗181 | ↘40  | ↘15  | ↘6   |